# ريانو (إيطاليا)
ريانو هي قرية في مدينة روما الحضارية في منطقة لاتيوم الإيطالية . تقع على بعد حوالي 20 كيلومتر (12 ميل) شمال روما ، في وادي نهر التيبر ، ليس بعيدًا عن فيي .
تقع ريانو على حدود البلديات التالية: كاستيلنوفو دي بورتو ،مونتيروتوندو ، روما ، ساكروفانو .